# Космос: персональна подорож
«Космос: персональна подорож» (англ. Cosmos: A Personal Voyage) — документальний науково-популярний серіал, написаний Карлом Саганом, Енн Друян та Стівеном Сотером, в якому Саган виступив ведучим. Серіал складається із тринадцяти епізодів, присвячених різним науковим темам від походження життя до місця людства у Всесвіті.
Спочатку серіал транслювався на каналі PBS 1980 року. На додачу до серіалу вийшла книга «Космос» (1980).
У 1989 році права на серіал були викуплені Turner Home Entertainment. Для показу на телебаченні годинні епізоди було скорочено, і на додаток було знято епілоги до епізодів, у яких Саган розповідав про нові відкриття, здійснені з моменту показу оригінального серіалу. Також було включено чотирнадцятий епізод, що складався з годинного інтерв'ю Теда Тернера та Карла Сагана.

## Сиквел
5 серпня 2011 року, більш ніж через 30 років з моменту виходу серіалу, було оголошено про плани створення продовження, яке отримало назву Космос: подорож у просторі та часі, в якому будуть представлені наукові відкриття скоєні за цей період. Ведучим сиквела стали Ніл Деграсс Тайсон, а продюсуватиме вдова Сагана Енн Друян і Сет Макфарлейн. Спочатку планувалося, що серіал транслюватиметься на телеканалі FOX в 2013 році, проте пізніше реліз був перенесений на 2014 рік. Трансляція серіалу розпочалася 9 березня 2014 року на каналі FOX.
У 2020 вийшло продовження серії Космос:можливі світи.